# Трофимчук Олег Вікторович
Оле́г Ві́кторович Трофимчу́к — капітан Збройних сил України, учасник російсько-української війни.

## Нагороди та вшанування
- Указом Президента України № 957/2014 від 26 грудня 2014 року за «особисту мужність і героїзм, виявлені у захисті державного суверенітету та територіальної цілісності України, вірність військовій присязі» медаллю «За військову службу Україні»[1]
- Указом Президента України № 741/2019 від 10 жовтня 2019 року за «особисту мужність і самовіддані дії, виявлені у захисті державного суверенітету та територіальної цілісності України» орденом Богдана Хмельницького III ступеня[2]